# Tschussowoi
Tschussowoi (russisch Чусовой) ist eine Stadt in der Region Perm (Russland) mit 46.735 Einwohnern (Stand 14. Oktober 2010).

## Geografie
Die Stadt liegt am Westrand des Ural, etwa 150 km nordöstlich der Regionshauptstadt Perm an der Mündung der Wilwa in die Uswa und letzterer in die Tschussowaja, einen linken Nebenfluss der Kama.
Tschussowoi ist der Region administrativ direkt unterstellt und zugleich Verwaltungszentrum des gleichnamigen Rajons.
Die Stadt liegt an der Eisenbahnstrecke Perm–Jekaterinburg, von der hier eine Nebenstrecke nach Solikamsk abzweigt (Station Tschussowaja).

## Geschichte

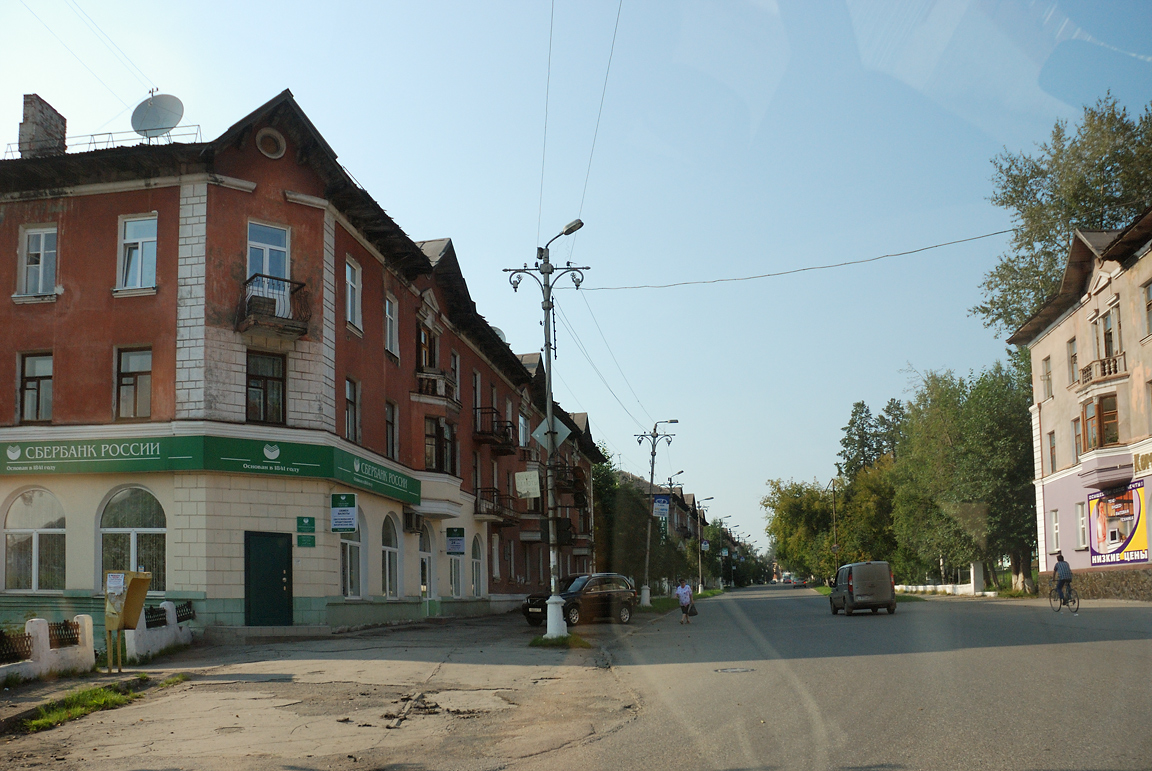
Im Stadtzentrum

An Stelle der heutigen Stadt war seit dem 16. Jahrhundert ein Dorf Kamassino bekannt. Einen bedeutenden Aufschwung nahm der Ort ab 1874 im Zusammenhang mit dem Bau der Ural-Bergwerks-Eisenbahn (russisch Уральская Горнозаводская железная дорога/ Uralskaja Gornosawodskaja schelesnaja doroga) Perm–Kuschwa (Goroblagodatskaja)–Jekaterinburg, der ersten den Ural überquerenden Eisenbahnstrecke, als hier die Station Tschussowaja (benannt nach dem Fluss) entstand. 1878 wurde die Strecke eröffnet, im folgenden Jahr die hier abzweigende Strecke nach Solikamsk.
1879 wurde auch mit dem Bau des Eisenwerkes Tschussowskoi Sawod begonnen. Der Ort nannte sich nun Tschussowoje, erhielt nach 1917 den Status Siedlung städtischen Typs und 1933 in der heutigen Namensform Stadtrecht.

### Bevölkerungsentwicklung
| Jahr | Einwohner |
| ---- | --------- |
| 1897 | 1.000     |
| 1926 | 18.000    |
| 1939 | 43.256    |
| 1959 | 60.658    |
| 1970 | 58.202    |
| 1979 | 56.447    |
| 1989 | 57.874    |
| 2002 | 51.615    |
| 2010 | 46.735    |

Anmerkung: Volkszählungsdaten (1897–1926 gerundet)

## Kultur und Sehenswürdigkeiten

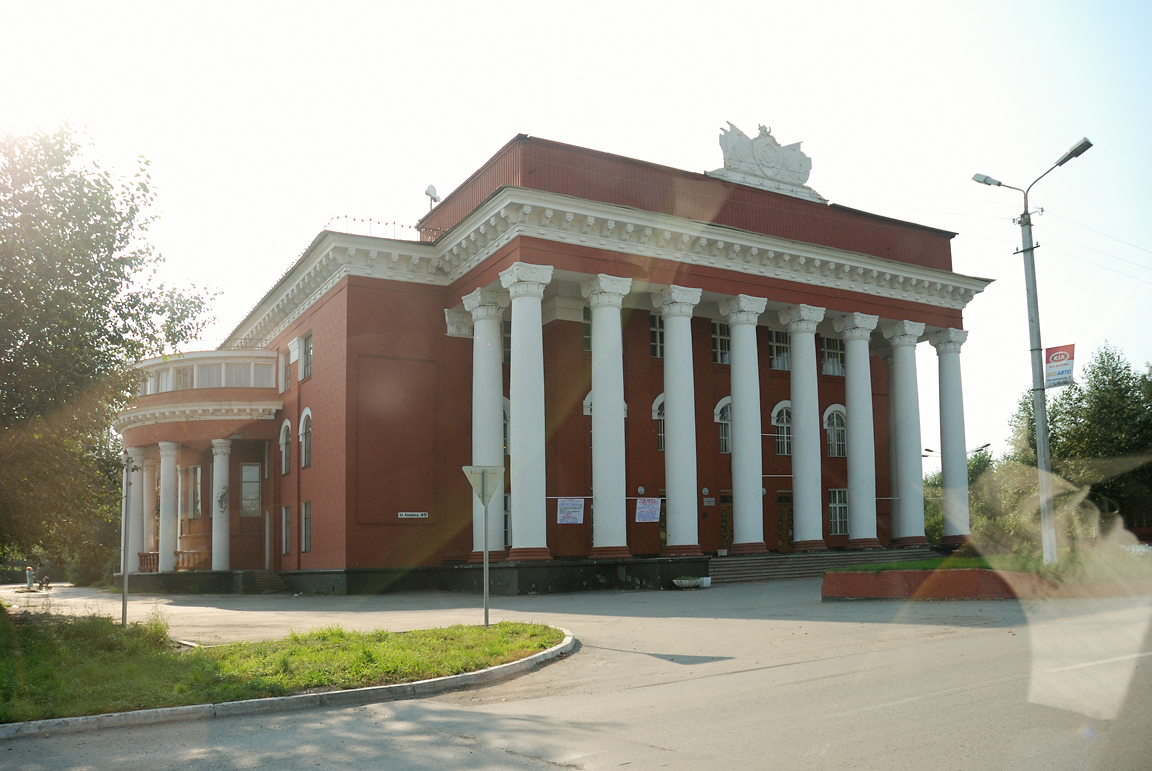
Kulturpalast

Die Stadt hat ein Heimatmuseum. In der Nähe, am Fluss Uswa, befinden sich ein komi-permjakischer Grabhügel und Überreste der Siedlung Teljatschi Brod aus dem 9. bis 14. Jahrhundert.

## Wirtschaft

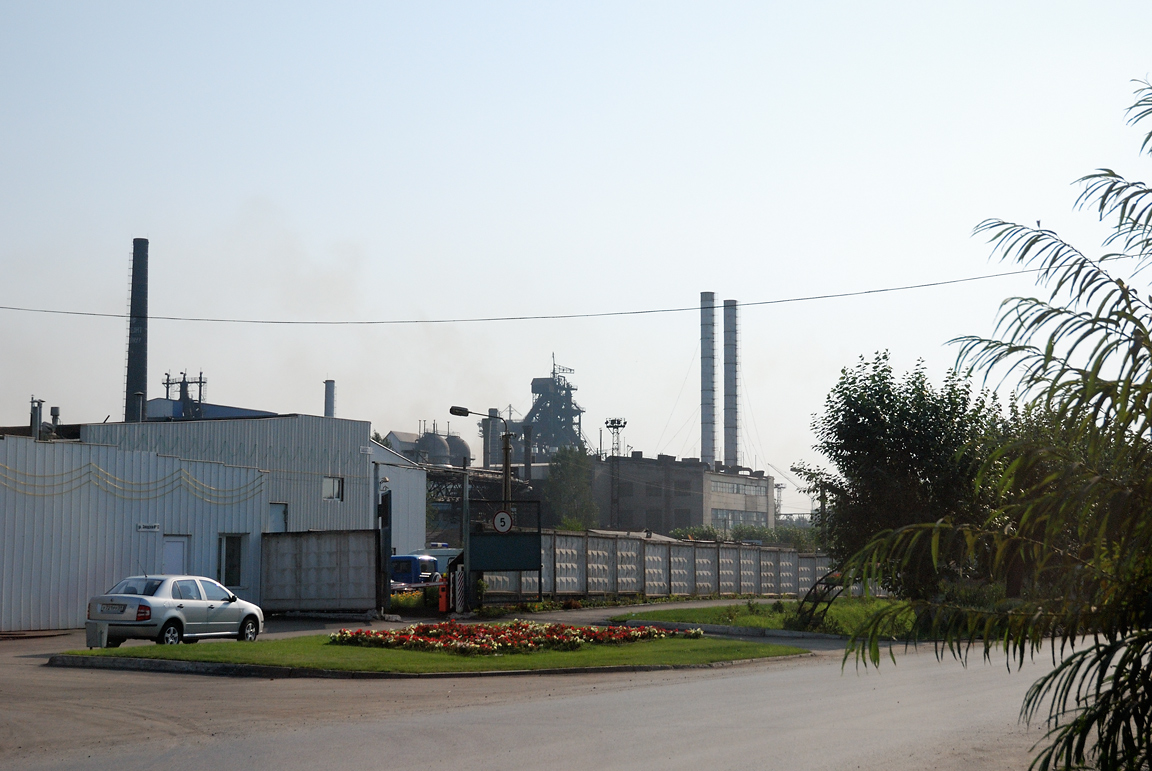
Stahlwerk

Wichtigstes Unternehmen der Stadt ist das aus dem alten Eisenwerk hervorgegangene Tschussowskoi metallurgischeski kombinat. Daneben gibt es weitere Betriebe für Metallverarbeitung und Maschinenbau, der Holz- und Bauwirtschaft sowie der Lebensmittelindustrie.

## Söhne und Töchter der Stadt
- Bruno Lukk (1909–1991), estnischer Pianist[2]
- Wadim Faibissowitsch (* 1944), Schachspieler und -trainer
- Michail Dewjatjarow (* 1959), Skilangläufer
- Igor Chochrjakow (* 1965), Biathlet
- Alexei Maslow (* 1966), Skirennläufer[3]
- Sergei Schuplezow (1970–1995), Freestyle-Skier
- Olga Wedjatschewa (* 1970), sowjetisch-kasachische Skirennläuferin
- Albert Demtschenko (* 1971), Rennrodler
- Alexei Selenski (* 1971), Rennrodler[4]
- Julija Anaschkina (* 1980), Rennrodlerin[5]
- Sergei Tschudinow (* 1983), Skeletonpilot
- Iwan Newmerschizki (* 1984), Rennrodler
- Wladimir Prochorow (* 1984), Rennrodler
- Anton Batujew (* 1985), Skeletonpilot
- Wladimir Boizow (* 1985), Rennrodler[6]
- Dmitri Chamkin (* 1985), Rennrodler[7]
- Michail Dewjatjarow (* 1985), Skilangläufer
- Ruslan Scharifullin (* 1985), Freestyle-Skier
- Wladislaw Juschakow (* 1986), Rennrodler
- Oleg Medwedew (* 1986), Rennrodler
- Andrei Wolkow (* 1986), Freestyle-Skier
- Wladimir Machnutin (* 1987), Rennrodler
- Sergei Wolkow (* 1987), Freestyle-Skier
- Sergei Moschajew (* 1988), Freestyle-Skier[8]
- Regina Rachimowa (* 1989), Freestyle-Skierin
- Tatjana Iwanowa (* 1991), Rennrodlerin
- Alexander Peretjagin (* 1992), Rennrodler[9]
- Jekaterina Katnikowa (* 1994), Rennrodlerin
- Artjom Okulow (* 1994), Gewichtheber
- Wiktorija Demtschenko (* 1995), Rennrodlerin
- Anastassija Smirnowa (* 2002), Freestyle-Skierin
- Wiktorija Lasarenko (* 2003), Freestyle-Skierin